# Heptathela tonkinensis
Heptathela tonkinensis BRISTOWE, 1933 è un ragno del genere Heptathela, di cui è la specie tipo, e che appartiene alla famiglia Liphistiidae.
La seconda parte del nome del genere deriva dal greco θηλή, thelè, che significa capezzolo, proprio ad indicare la forma che hanno le filiere che secernono la ragnatela.
Il nome proprio deriva dal luogo di ritrovamento di questa specie: la regione del Tonchino, nel Vietnam settentrionale, e dal suffisso latino -ensis, che significa: presente, che è proprio lì.

## Caratteristiche
Ragno primitivo appartenente al sottordine Mesothelae: non possiede ghiandole velenifere, ma i suoi cheliceri possono infliggere morsi piuttosto dolorosi

## Distribuzione
Rinvenuta nella regione del Tonchino, nel Vietnam settentrionale.